# 村高遗址
村高遗址，位于山东省滨州市博兴县兴福镇村高村，是中华人民共和国山东省文物保护单位之一。
1992年6月12日，授予山东省文物保护单位，是一座古遗址。